# اوتری-سور-ژوین
اوتری-سور-ژوین (به فرانسوی: Autruy-sur-Juine) یک کمون در فرانسه است که در canton of Outarville واقع شده‌است. اوتری-سور-ژوین ۲۷٫۱۱ کیلومتر مربع مساحت دارد.